# Rugby (sport)

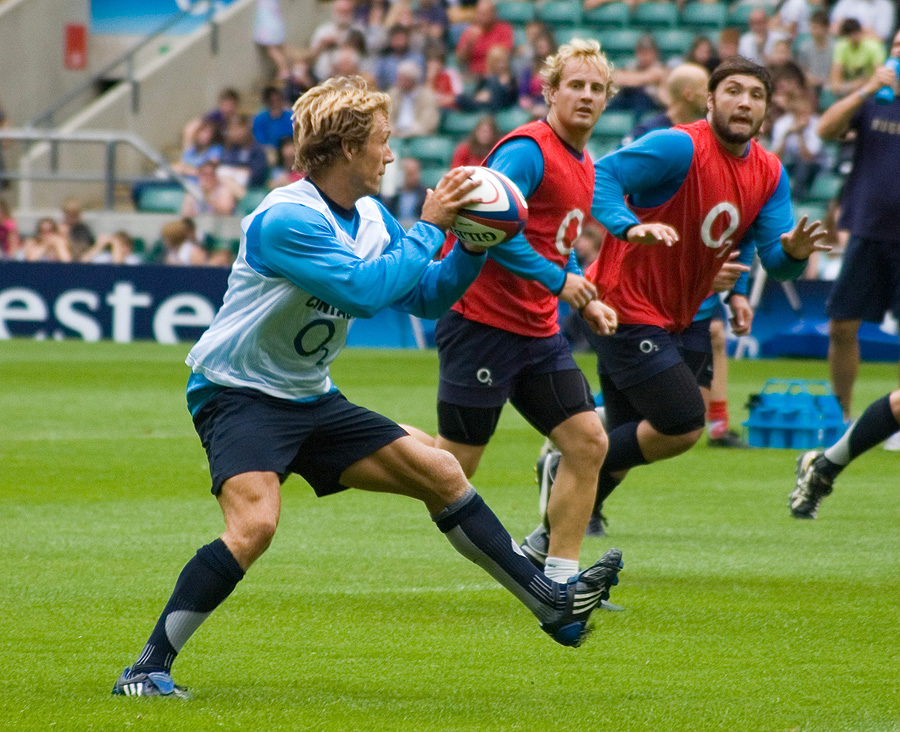
Mecz rugby (2009)

Rugby (ang. rugby lub rugby football) – grupa sportów drużynowych o wspólnym pochodzeniu. Trzema najpopularniejszymi rodzajami rozgrywek są:
- rugby union – piętnastoosobowy i najpopularniejszy wariant zarządzany przez World Rugby (dawniej IRB). W Polsce zwykle określenie „rugby” oznacza właśnie tę odmianę.
- rugby 7 – zyskujący na popularności siedmioosobowy wariant rugby union, od 2016 dyscyplina olimpijska.
- rugby league – trzynastoosobowa odmiana rozwijająca się samodzielnie od końca XIX stulecia, popularna przede wszystkim w Australii i Anglii.

Ponadto istnieją wersje bezkontaktowe (paryżanka, rugby TAG), plażowe, rugby na wózkach, rugby podwodne oraz z innymi liczbami zawodników (np. dość popularne w Azji rugby 10).

## Podstawowe zasady
Wszystkie odmiany rugby łączy kilka cech wspólnych. Jest to gra zespołowa, kontaktowa, rozgrywana (w podstawowych odmianach) na prostokątnym boisku, zakończonym z obu stron bramką w kształcie litery H i za nią polem punktowym. Celem gry jest zdobycie większej liczby punktów, które zdobywa się poprzez przyłożenia (położenie piłki na polu punktowym przeciwnika) lub kopnięcia na bramkę, które można wykonać z gry (tzw. drop gol), w ramach rzutu karnego bądź w ramach podwyższenia (dodatkowego kopnięcia, jakie otrzymuje drużyna po zdobyciu przyłożenia). Piłką, mającą owalny kształt, można grać zarówno nogą, jak i ręką. Podania ręką można wykonywać jedynie do tyłu. Szarżować można jedynie zawodnika posiadającego piłkę, w sposób niezagrażający jego zdrowiu (zakazane są kopnięcia, ciosy, przerzucanie, atak powyżej barków). Cechą charakterystyczną są formacje, mające własne, dodatkowe zestawy przepisów, np. młyn.

### Różnice między rugby union a rugby league

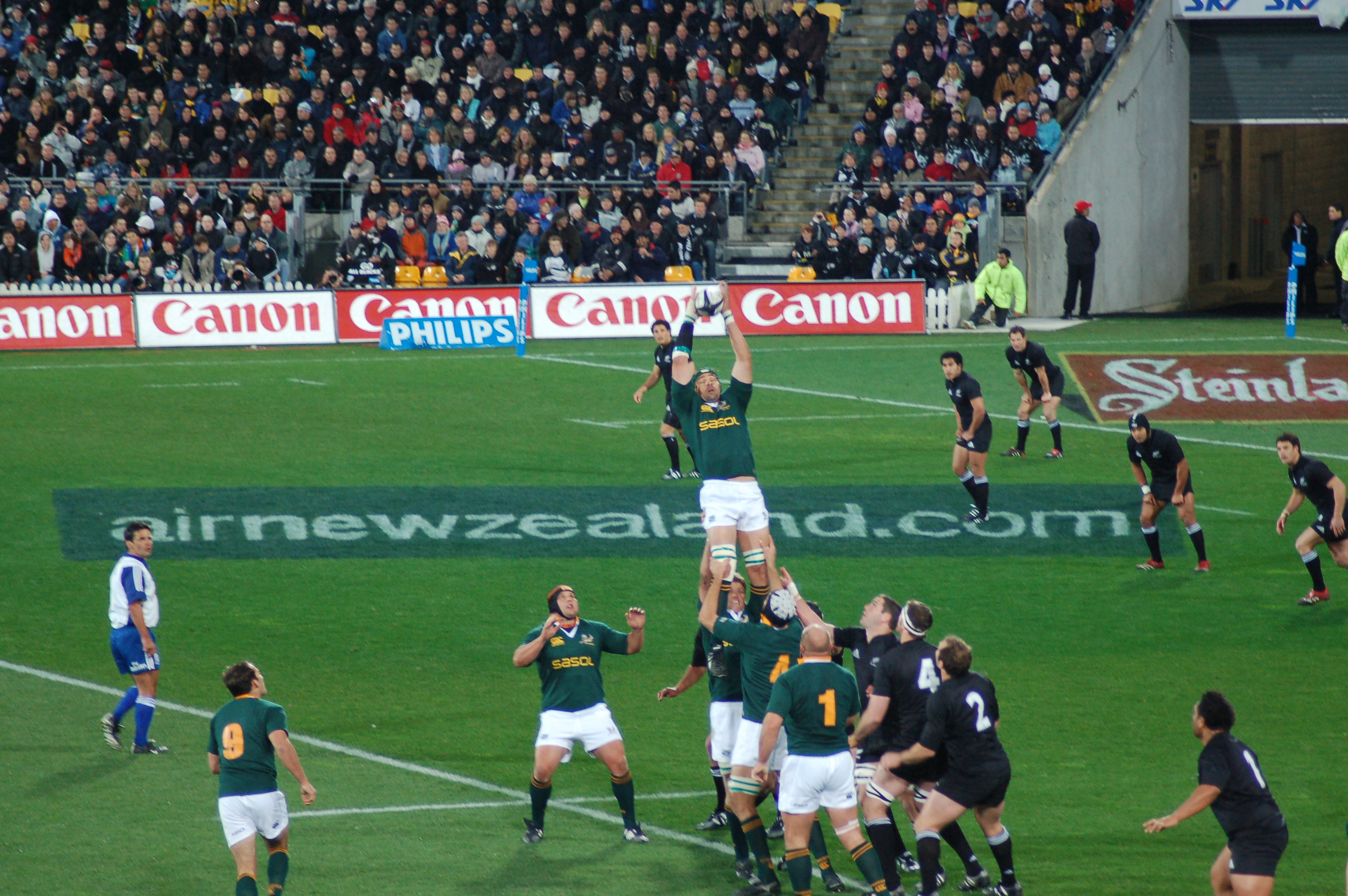
Wznowienie z autu w rugby union w meczu między Nową Zelandią a RPA w 2006

Rugby union i rugby league są do siebie podobne i przez to zjawisko przechodzenia z jednego kodu na drugi jest powszechne, szczególnie w regionach gdzie istnieją ligi zawodowe w odmianie trzynastoosobowej (Australia, Anglia, Walia). Niemniej jednak rozwój obu dyscyplin doprowadził do kilku poważnych zmian.
Usunięcie z reguł rugby league formacji raków i autów, czy ograniczenie młynów uprościło znacząco grę. Zmiany te, podobnie jak zmniejszenie liczby graczy z 15 do 13 miały na celu zwiększenie widowiskowości meczów. W odmianie league występuje także charakterystyczne wznowienie play-the-ball wprowadzone w zastępstwie raków i, wzorowana na futbolu amerykańskim, zasada sześciu prób. Pozostałe różnice w sposobie prowadzenia gry są nieznaczące i wynikają z wymienionych wcześniej zmian.
Między obiema odmianami istnieje także różnica w wartości akcji punktowych. W rugby union przyłożenie jest warte 5 punktów, podwyższenie 2 punkty, bramka z gry i z karnego po 3 punkty. W rugby league drużyna otrzymuje za przyłożenie 4 punkty, za podwyższenie i bramkę z karnego 2 punkty, a za bramkę z gry 1 punkt.
Boiska do obu sportów są niemal identyczne – w rugby league jest ono 2 m węższe, a pole punktowe jest zazwyczaj krótsze. Piłka do gry w rugby league jest minimalnie mniejsza.

### Różnice między rugby piętnastoosobowym a siedmioosobowym
Różnice między wersją piętnastoosobową a olimpijską siedmioosobową rugby union są nieznaczne i wynikają z potrzeby dostosowania przepisów do mniejszej liczby graczy. Zawody odbywają się na takim samym boisku. Najważniejszymi zmianami są:
- w obu odmianach mecz składa się z dwóch połów, z tym że w siódemkach trwają one po siedem minut a w piętnastkach czterdzieści,
- w siódemkach rozgrywki są prowadzone w ramach turniejów, w czasie których odbywa się kilkadziesiąt spotkań,
- w siódemkach po zdobyciu punktów grę rozpoczyna drużyna, która je zdobyła, a w piętnastkach ta, która je straciła,
- w siódemkach formacji młyna gra jedynie trzech zawodników, gdy w piętnastkach ośmiu.

### Porównanie z innymi sportami
Istnieje kilka podstawowych odmian sportów piłkarskich mających wspólne źródło z rugby: piłka nożna, futbol australijski, futbol rusztowy (ang. gridiron, do którego zaliczają się odmiany futbolu amerykańskiego i kanadyjskiego) i futbol gaelicki. Wszystkie te dyscypliny (przede wszystkim w odmianach podstawowych rozgrywanych na boisku) łączy kilka cech wspólnych, jednak osoba zaznajomiona z jednym kodem nie jest w stanie od razu zrozumieć zasad drugiego. Na przykład: zagranie „mark” rozwinęło się inaczej w rugby, futbolu australijskim i piłce nożnej. W pierwszej dyscyplinie oznacza wychwycenie we własnym polu obronnym piłki kopniętej przez przeciwnika, co skutkuje rzutem wolnym. W odmianie australijskiej piłkę można wyłapać na całym polu gry i się dostaje za to punkt. W piłce nożnej zagranie zachowało się we wznowieniu wykonywanym po złapaniu piłki przez bramkarza, a na innych pozycjach przekształciło się w grę głową.
Rugby jest sportem kontaktowym, stąd często jest przyrównywane do innych dyscyplin, gdzie dopuszczony jest kontakt zawodników, zarówno zespołowych (futbol amerykański, piłka ręczna), jak i indywidualnych (judo, zapasy).

#### Rugby a futbol amerykański
W wielu krajach, w tym w Polsce, rugby i futbol amerykański są często błędnie uznawane za odmianę tego samego sportu. Istnieje jednak wiele znaczących różnic powodujących wzajemne niezrozumienie zasad obu dyscyplin. Do głównych podobieństw należą:
- kontaktowość,
- zdobywanie punktów przez przyłożenia, podwyższenia, kopnięcia na bramkę,
- podobny kształt piłki,
- pole punktowe i bramka, na którą składają się dwa wysokie słupy,
- zasada prób (w rugby league).

Zagranie snap wywodzi się z formacji młyna (znanej też w pierwotnej piłce nożnej), stąd osobie nieobeznanej z zasadami może wydawać się podobne.
Każde z powyższych podobieństw jest jednocześnie przykładem różnic:
- W rugby można zatrzymać tylko zawodnika z piłką; w futbolu amerykańskim każdego i jest mniej ograniczeń (szarże są znacząco agresywniejsze).
- Istnieją różnice w sposobie zdobywania punktów i ich punktacji – na przykład w rugby należy położyć piłkę na polu punktowym, w futbolu amerykańskim wystarczy na nie wbiec.
- Piłka w rugby jest owalna i minimalnie większa; w futbolu amerykańskim posiada charakterystyczne wiązanie i jest zazwyczaj „ostrzej” zakończona.
- Boisko w futbolu amerykańskim jest mniejsze, bramka ma inny kształt i znajduje się za polem punktowym (w rugby przed nim).
- Zagranie snap jest podstawowym sposobem wznowienia gry i ma znacząco inne reguły niż młyn.

Do innych podstawowych różnic należą:
- W futbolu amerykańskim gra polega na blokowaniu zawodników przeciwnika, by zawodnik z piłką mógł przebiec jak największy dystans, zaś w rugby wolno atakować jedynie zawodnika z piłką, przez co gra jest spontaniczna jak w przypadku piłki nożnej.
- W futbolu amerykańskim zazwyczaj tylko jedna formacja (tu rozumiana jako grupa zawodników mająca jedno zadanie: atak, obronę itp.) jest na placu gry, przez co zawodnicy są bardziej wyspecjalizowani, natomiast w rugby zawodnicy muszą być bardziej uniwersalni (pewne ograniczenia dotyczą tylko młyna), gra jest płynna.
- Czas gry: w rugby jest ciągły tak jak w piłce nożnej, w futbolu amerykańskim przerywany po każdym nieudanym zagraniu, lub powaleniu gracza z piłką.
- W futbolu amerykańskim obowiązkowe są twarde ochraniacze.
- W futbolu amerykańskim istnieje więcej możliwości zdobywania punktów (np. zagranie safety, two-point conversion).
- W futbolu amerykańskim dopuszcza się podanie do przodu.
- W futbolu amerykańskim gra 11 zawodników (co wywodzi się z piłki nożnej).

## Historia

### Pochodzenie gry

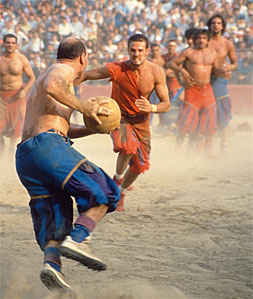
Calcio fiorentino

Do połowy XIX wieku historia wszystkich kodów futbolowych (piłki nożnej, rugby, futbolów amerykańskiego, australijskiego, gaelickiego i kanadyjskiego oraz ich odmian) jest wspólna. Początków rugby można doszukiwać się w grach popularnych w starożytności w basenie Morza Śródziemnego, choć warto wspomnieć, że sporty z użyciem piłki istniały w różnych cywilizacjach i kulturach na całej Ziemi. W Chinach grano w grę cuju już około 2300 lat temu. Jej reguły spisano między 206 a 220 r.n.e. Gra dotarła później do Korei (znana jako chuk-guk) i Japonii (pod nazwą kemari). Podobne gry mieli Eskimosi (Aqsaqtuk), Indianie (Pahsaheman), Aborygeni, czy Maorysi (Ki-o-rahi). Gumowej piłki używano w prekolumbijskiej Mezoameryce, choć lokalny sport przypominał raczej koszykówkę albo siatkówkę. Gry z piłką znali też Celtowie, choć trudno dziś określić, czy było to zapożyczenie od Rzymian, czy własna inwencja.

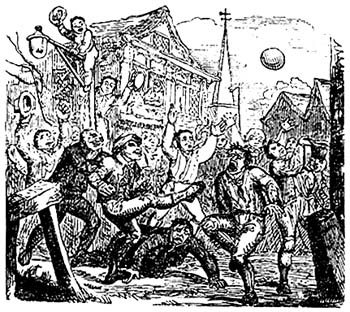
Mob football, rycina z 1721

W starożytnych Grecji i Rzymie gry z piłką były popularne. Harpastum, wywodzące się od greckiej episkyros często uznaje się za przodka rugby. Jedna z dwóch podstawowych wersji polegała na umieszczaniu gumowej piłki za linią końcową boiska. Rozpowszechnione po całym imperium przez legionistów harpastum dało początek średniowiecznym grom takim jak calcio fiorentino we Włoszech, la soule we Francji, czy mob football na Wyspach Brytyjskich. Nie wiadomo, czy gry piłkarskie dotarły na drugą stronę kanału La Manche z Celtami, Rzymianami, Duńczykami, czy Normanami, można jednak prześledzić ich niesłabnącą popularność od najstarszej notatki, sporządzonej między rokiem 1174 a 1183.
Dotarcie gier piłkarskich na Wyspy Brytyjskie jest o tyle ważne, że to właśnie tam w XIX wieku spisano po raz pierwszy reguły gry. W średniowieczu w wielu miastach grano w różne odmiany futbolu ludowego (mob football), jak np. Royal Shrovetide Football. Piłki wtedy głównie przenoszono w rękach, kopiąc je tylko sporadycznie. Grano na ulicach miejskich, a celem było przeniesienie piłki do wyznaczonego miejsca (najczęściej była to brama miejska). Sport ten nie miał spisanych reguł: cechował się dużą brutalnością, drużyny liczyły nawet po kilkuset zawodników, którzy w czasie gry dewastowali miasto. Z tych powodów sport ten był wielokrotnie zakazywany edyktami królewskimi, kościelnymi i miejskimi. Piłki w tym czasie robiono ze zwierzęcych pęcherzy.

### Rozwój współczesnego rugby

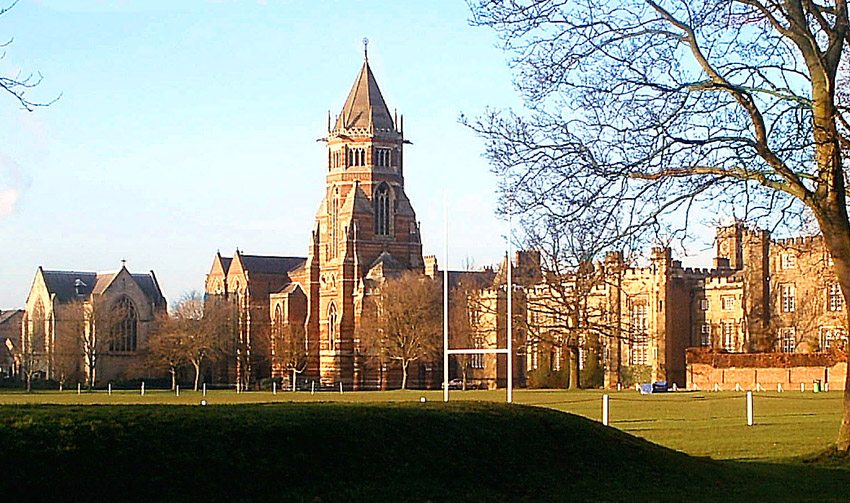
Rugby School w Anglii

W XIX wieku Wielka Brytania była centrum rewolucji przemysłowej, co doprowadziło do znaczących zmian cywilizacyjnych. Piłką zaczęto grać na podmiejskich łąkach, doprowadzono do spisania pierwszych reguł. Prym wiodły szkoły prywatne, które uznały, że gry ruchowe mogą pozytywnie wpłynąć na rozwój i dyscyplinę młodzieży. Powstanie kolei sprawiło, że szkoły mogły dużo łatwiej rywalizować ze sobą. Problemem był jednak brak wspólnych zasad rywalizacji. Reguły – zazwyczaj nieliczne – ustalano tuż przed meczem. Najstarsze spisane zasady gry powstały w 1845 w szkole w mieście Rugby w środkowej Anglii, od którego wzięła się nazwa całej dyscypliny sportu. Apokryficzna historia przypisuje powstanie gry Williamowi Webbowi Ellisowi w 1823, upamiętnionemu m.in. w nazwie Pucharu Świata w rugby union.

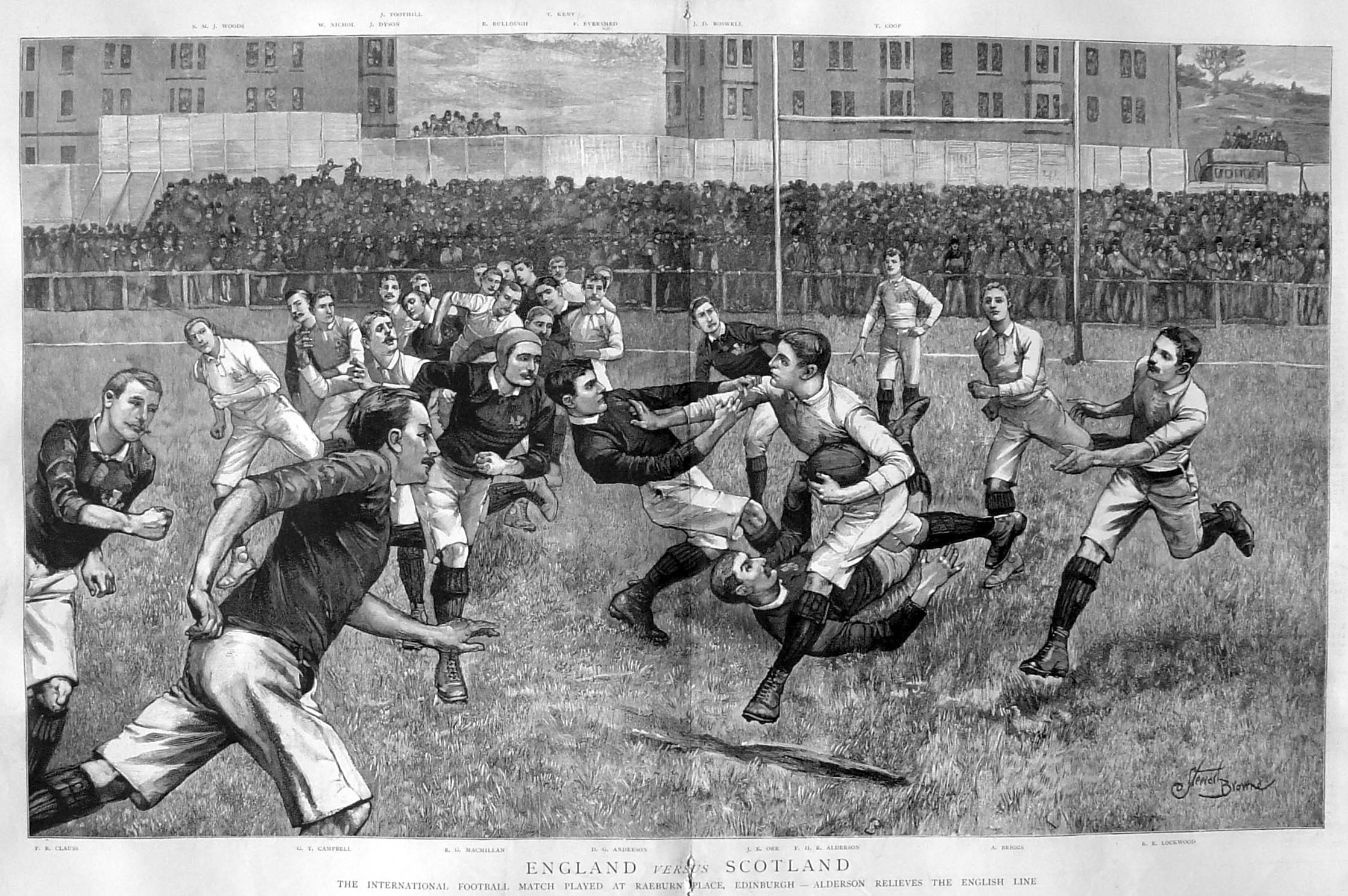
Mecz rugby Anglia–Szkocja w 1892

W 1863 powstała the Football Association (Stowarzyszenie Futbolowe) mające regulować reguły gry w futbol, jednak narastający od lat 50. spór dotyczący gry ręką i szarżowania doprowadził do rozłamu i powstania Rugby Football Union (Związku Futbolu Rugby) w 1871. Odtąd drogi piłki nożnej i rugby potoczyły się własnymi ścieżkami.

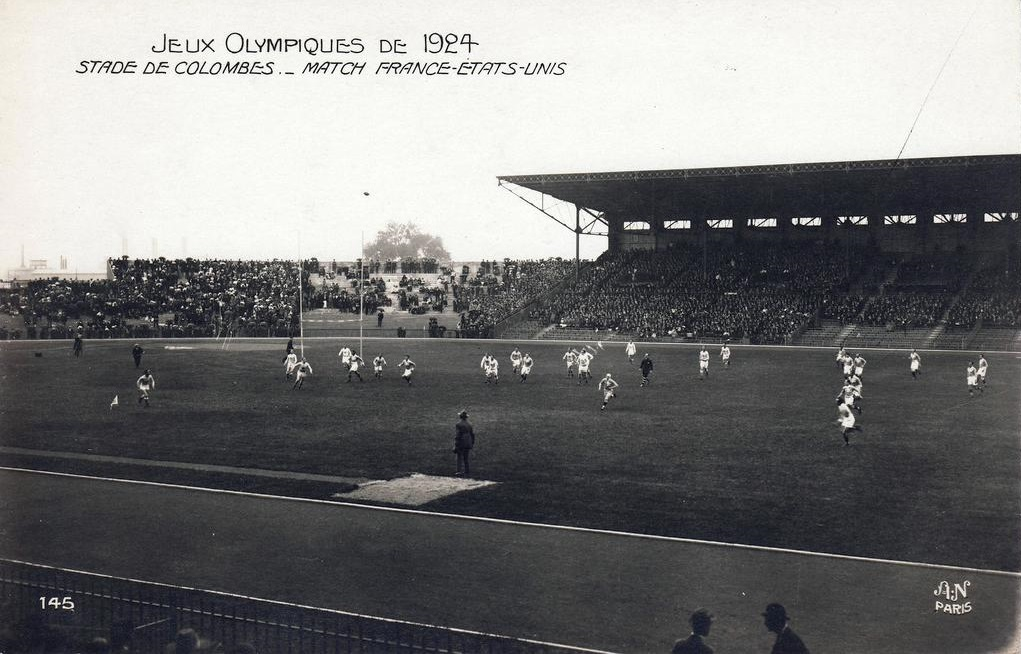
Mecz Francja–USA w ramach Igrzysk Olimpijskich w Paryżu w 1924

Rugby dotarło wkrótce poza Wyspy Brytyjskie, nie tylko do innych części rozległego Imperium Brytyjskiego, ale m.in. do Argentyny, Francji, Niemiec, czy Stanów Zjednoczonych. W tym ostatnim kraju rugby odcisnęło piętno na powstający futbol amerykański, początkowo przypominający bardziej wczesną piłkę nożną. W 1886 powstała International Rugby Football Board (Międzynarodowa Rada Futbolu Rugby; obecnie World Rugby) dla zarządzania rozwojem dyscypliny. Między 1900 a 1924 rugby union było czterokrotnie obecne na Igrzyskach Olimpijskich.
Dominacja w IRFB ludzi kładących nacisk na etos gry i amatorstwo doprowadziły do konfliktu z częścią zespołów z północy Anglii i powstania Northern Rugby Football Union (Północnego Związku Futbolu Rugby, obecnie Rugby Football League), która powołała zawodową ligę rugby (stąd nazwa rugby league). Wkrótce NRFU zmieniła niektóre przepisy, doprowadzające do zróżnicowania obu odmian sportu. Rugby league zdobyło popularność na mającej robotniczy charakter północy Anglii oraz w niektórych regionach Australii, przejściowo – po II wojnie światowej – także we Francji. W 1954 odbyły się pierwsze mistrzostwa świata w rugby league.
Do rozpowszechnienia rugby union poza anglosferę przyczynili się przede wszystkim Francuzi, którzy doprowadzili do powstania FIRA (Międzynarodowego Związku Rugby Amatorskiego) w 1934. W 1987 odbył się pierwszy turniej Pucharu Świata w rugby union, a w 1995 dopuszczono do zawodowstwa w tej odmianie.
Pod koniec XIX wieku w Szkocji rozwinęła się siedmioosobowa odmiana rugby union, która po II wojnie światowej zyskała na popularności w wielu regionach świata. Począwszy od Igrzysk w Rio de Janeiro w 2016 jest ona jedną z dyscyplin olimpijskich.

## Popularność
Rugby jest popularne w kilkudziesięciu państwach świata. Zorganizowane związki sportowe w odmianie union istnieją w ponad 170 państwach i terytoriach zależnych (z czego 117 jest zrzeszonych w World Rugby, reszta jedynie w związkach regionalnych), zaś rugby league w 45. Rugby union jest uznawane za sport narodowy w Walii, Nowej Zelandii, Gruzji, na wielu wyspach Pacyfiku i na Madagaskarze, a także wśród białej mniejszości RPA. Wśród innych wyróżniających się państw należy wymienić m.in. Anglię, Argentynę, Australię, Francję, Irlandię, Japonię, Kanadę, Kenię, Rumunię, Szkocję, Włochy i inne.
Rugby league jest sportem narodowym Papui-Nowej Gwinei, ponadto jest popularne w Australii (przede wszystkim Nowa Południowa Walia i Queensland) i północnej Anglii, w mniejszym stopniu na południu Francji, w Nowej Zelandii na niektórych wyspach Pacyfiku i w pozostałych państwach Wysp Brytyjskich.

## W Polsce
Rugby union pojawiło się w Polsce w okresie międzywojennym, jednak regularne rozgrywki udało się rozwinąć dopiero wraz z założeniem Polskiego Związku Rugby w 1957.
W latach 90. XX wieku zaczęto rozgrywać turnieje siódemek. Obecnie istnieją rozgrywki drużyn piętnastoosobowych (22 zespoły w ramach trzech lig) i siedmioosobowych (około 50 aktywnych drużyn w całym kraju).
W 2001 powstały pierwsze w kraju drużyny żeńskie, a od 2003 rozgrywane są Mistrzostwa Polski w rugby 7 kobiet. Reprezentacja Polski w siódemkach gra obecnie w Dywizji A Mistrzostw Europy. W 2014 żeńska drużyna narodowa zajęła ósme miejsce. W 2022 żeńska reprezentacja Siódemek wystąpi po raz pierwszy w World Series wśród dwunastu najlepszych drużyn świata.
Rugby league pojawiło się w Polsce w 2011 roku, kiedy to powstała pierwsza drużyna: Sroki Łódź. W 2017 roku rozegrano pierwsze Mistrzostwa Polski Rugby League. Polskie drużyny rugby trzynastoosobowego zrzeszone są w ramach Polskiej Federacji Rugby League, która w 2017 roku uzyskała status obserwatora w Europejskiej Federacji Rugby League.

## Najważniejsze rozgrywki

### W Polsce
- ekstraliga polska w rugby union
- puchar Polski w rugby union
- mistrzostwa Polski w rugby 7 mężczyzn
- mistrzostwa Polski w rugby 7 kobiet
- mistrzostwa Polski w rugby league

### Na świecie
- puchar świata w rugby union
- puchar świata w rugby league
- Puchar Sześciu Narodów
- IRB Sevens World Series
- Puchar Narodów Europy
- The Rugby Championship
- Puchar Heinekena
- Super Rugby
- State of Origin (rugby league)